# مایکل هارتمن (بازیکن فوتبال)
مایکل هارتمن (انگلیسی: Michael Hartmann؛ زادهٔ ۱۱ ژوئیهٔ ۱۹۷۴) بازیکن فوتبال اهل آلمان است.
از باشگاه‌هایی که در آن بازی کرده‌است می‌توان به باشگاه فوتبال هرتابرلین و باشگاه فوتبال هانزا روستوک اشاره کرد.
وی همچنین در تیم ملی فوتبال آلمان بازی کرده‌است.